# Lucha Brothers
Frații Lucha, cunoscuți și ca Lucha Bros sau Los Lucha Bros, sunt o echipă mexicană de wrestling formată din frații Pentagón Jr. și Fénix. Sunt cunoscuți pentru timpul petrecut în All Elite Wrestling (AEW), unde au câștigat  AEW World Tag Team Championship, precum și AEW World Trios Championship cu fostul lor coleg de echipă din Death Triangle, Pac. Ei au apărut și pentru promoția soră a AEW, Ring of Honor (ROH), unde au câștigat  ROH World Tag Team Championship. În Mexic, au luptat pentru Lucha Libre AAA Worldwide (AAA), unde au câștigat de două ori AAA World Tag Team Championship. Au apărut anterior în Impact Wrestling (acum Total Nonstop Action Wrestling), unde au câștigat TNA World Tag Team Championship (și Penta a fost Impact World Champion), făcându-i singura echipă care este AEW, Impact, ROH și AAA World Tag Team Champions.
De asemenea, se luptă atât prin circuitele independente americane, cât și prin cele mexicane și au deținut mai multe titluri în ambele țări, inclusiv Major League Wrestling World Tag Team Championship, Pro Wrestling Guerrilla World Tag Team Championship și The Crash Tag Team Championship. Numele lor reale sunt necunoscute, așa cum este adesea cazul luptătorilor mascați din Mexic, unde viața lor privată este ținută secretă.